# Sipunculus indicus

Sipunculus indicus är en stjärnmaskart som beskrevs av Peters 1850. Sipunculus indicus ingår i släktet Sipunculus, och familjen Sipunculidae. Inga underarter finns listade.

## Utbredning
Sipunculus indicus Finns i haven kring ekvatorn i Indiska oceanen och Stilla havet.